# Non-legato
Non-legato - (wł. "nie związane") jest to rodzaj artykulacji na instrumentach muzycznych, w którym nuty nie są połączone, ale nie jest to staccato. 

## Notacja
W notacji zazwyczaj nie oznacza się non-legato, gdyż jest techniką domyślną. Czasami oznacza się je tak jak portato, czyli łukiem (legato) z kreskami pod spodem (tenuto).

## Wykonanie
Na instrumentach klawiszowych non-legato wykonuje się unosząc palec przed końcem trwania nuty. 
W śpiewie, non-legato może być używane do szczególnie szybkich koloratur, aby nuty brzmiały bardziej precyzyjnie i nie były rozmazane, a także aby zużywać mniej powietrza i utrzymywać dłuższe koloratury. Innymi słowy, nuty są podzielone na pojedyncze, małe, równomierne uderzenia powietrza krtanią, z minimalnymi cezurami pomiędzy nimi.